# Nina (película de 2024)
Nina es una película española de thriller y drama escrita y dirigida por Andrea Jaurrieta, basada en la obra de teatro homónima de José Ramón Fernández, que a su vez estuvo basada en la obra de teatro La gaviota de Antón Chéjov. Está protagonizada por Patricia López Arnaiz y Darío Grandinetti. Tuvo su estreno mundial en el Festival de Málaga el 4 de marzo de 2024, y tiene previsto su estreno en cines españoles para el 10 de mayo de 2024, con distribución de BTeam Pictures.

## Trama
Nina decide volver al pueblo costero donde creció, con una escopeta en el bolso y un objetivo: vengarse de Pedro, un famoso escritor al que el pueblo rinde ahora homenaje. El reencuentro con su lugar de origen, con sus recuerdos del pasado y con Blas, un amigo de la infancia, le hará replantearse si la venganza es su única opción.

## Reparto
- Patricia López Arnaiz como Nina
  - Aina Picarolo como Nina joven[1]
- Darío Grandinetti como Pedro
- Iñigo Aramburu
- Mar Sodupe
- Ramón Agirre

## Producción
En abril de 2022, se anunció que Andrea Jaurrieta estaba preparando su segundo largometraje, Nina, el cual estaría inspirado en la obra de teatro homónima de José Ramón Fernández (a su vez basada en la obra La gaviota de Antón Chéjov). Patricia López Arnaiz y Alfredo Castro fueron anunciados como los protagonistas la película. En abril de 2023, se anunció que Castro se había caído del reparto y sería reemplazado por Darío Grandinetti. El rodaje de la película comenzó en abril de 2023 y tuvo lugar en diferentes localizaciones de Mundaka y Bermeo, antes de finalmente concluir en junio de 2023 después de seis semanas.
Aunque el presupuesto final de la cinta se desconoce, en un principio se dijo que rondaría los dos millones, y la cinta recibió un total de 680.000 euros procedentes de las ayudas generales del ICAA, otorgados en cinco importes de 555.016, 56.032, 29.376, 24.888 y 14.688 euros, respectivamente.

## Lanzamiento y marketing
En febrero de 2024, se anunció que el estreno mundial de Nina tendría lugar en el Festival de Málaga el 4 de marzo de 2024. En marzo de 2024, BTeam Pictures sacó el teaser de la película y programó su estreno para el 10 de mayo de 2024. El 12 de abril de 2024, el tráiler final de la cinta fue lanzado.

## Recepción

### Taquilla
En su primera semana, Nina se estrenó en 80 cines, coincidiendo principalmente con los estrenos de El reino del planeta de los simios, Tarot, Hasta el fin del mundo y Una mujer italiana, entre otras cintas.

### Crítica
Nina ha recibido críticas positivas por parte de los críticos. Mariona Borrull de Fotogramas le dio a la película tres estrellas de cinco, escribiendo que su mayor virtud "es que pronto abandona la búsqueda de razones (inútil, el mal no puede resolverse), para obligarnos a sostener la mirada ante un agravio silenciado" y describiendo la cinta como "un slalom entre instantáneas traumáticas, de la mano de un sibilino Darío Grandinetti, orquestadas todas con el fantástico pulso musical de Zeltia Montes", concluyendo que la película condensa "ciento veinte años de cine para un regreso vertiginoso aunque, atados los cabos, también algo menos emocionante". Nando Salvà de El Periódico también le dio seis estrellas de cinco, diciendo que "tiene sentido que Nina evoque repetidamente el cine de Hitchcock y el de Almodóvar al tiempo que recurre a constantes análogos de elementos narrativos arquetípicos del western" y que "habla poco con los diálogos y mucho a través de un uso de los símbolos y guiños cinéfilos [...] que por momentos peca de indulgente", aunque criticó que "ni de lejos resulta tan elocuente como el rostro de Patricia López Arnaiz a la hora de mostrar las marcas imborrables que deja el abuso". Juan Zapater de Noticias de Gipuzkoa escribió que lo mejor de la película "reside en su voluntad de orfebre. Un empeño fabulador que llena de rimas y reflejos una historia tan sencilla como peliculera" y que "subvierte los géneros del cine clásico en un gesto de admiración y reescritura", además de añadir que "del conjunto del reparto, con Patricia López Arnaiz al frente, a la banda sonora, todo se ajusta con oficio y brillantez", aunque también criticó "la maldita previsibilidad que, aunque no ayuda, tampoco molesta".
Pablo Úrbez de FilaSiete le dio a la película tres estrellas de cinco, escribiendo que Andrea Jaurrieta "afirma haber ideado su obra como un western, y es cierto que comparte similitudes con este género" y definió su dirección de fotografía como "magnífica", además de elogiar su narración en dos tiempos diciendo que "supone un ejercicio arriesgado, pero del cual sale airosa la directora", aunque también criticó que el último tercio de la cinta "no está a la altura del nivel general" y que "resulta complicado, además, dar con el tono al manejar diferentes registros narrativos". Alfonso Rivera de Cineuropa escribió que, con la película, Jaurrieta "vuelve a demostrar que lo suyo no es el confort" y que la cinta "absorbe la idea central de sus principales fuentes de inspiración para, a continuación, transformar a su original personaje enamorado en un animal herido y poseído por el sentimiento de venganza [...] se erige orgullosa en una empoderada [película de venganza] con hechuras de western y fuerte carga psicológica", además de destacar su montaje "enérgico que a veces puede resultar confuso, pero que evidencia el malestar de su personaje central". Ekaitz Ortega de Hobby Consolas le dio a la película un 86 de 100, escribiendo que "es indudable que con Nina [Jaurrieta] ha dado un importante salto en su carrera" y elogiando la dirección "que consigue un largometraje muy compacto en el que el espectador queda sumergido por el ritmo", la fotografía "que ofrece un buen trabajo, sea en los momentos de lluvia intensa o en el soleado ambiente del pueblo en plena festividad", y las interpretaciones de López Arnaiz, Grandinetti y Aina Picarolo, concluyendo que la cinta es "una historia actual que merece ser vista".
Mario Hernández de mundoCine le dio a la película cuatro estrellas de cinco, escribiendo que Jaurrieta "construye un thriller dramático con tintes del cine francés de finales de siglo pasado en su composición visual y estética" y describiendo su fotografía como "pálida y tétrica", además de destacar el montaje diciendo que "convierte a Nina en una cinta capaz de hablar sin articular palabra, pero donde la banda sonora [...] en momentos acapara un nivel dramático que las imágenes no son capaces de seguir" y describir la actuación de López Arnaiz como "acongojada", concluyendo que la cinta es "un thriller dramático introspectivo, en la que el espectador podrá vivir de primera mano este viaje hacia el empoderamiento femenino que recorre la protagonista". Pablo Veiga Carpintero de Cinemagavia le dio a la película un 8.5 de 10, describiendo la interpretación de López Arnaiz como "sobresaliente" y el enfoque narrativo de la cinta como "único y atractivo [...] combina elementos de thriller psicológico y western moderno para crear una experiencia cinematográfica que es a la vez emocionante y reflexiva", además de señalar su cinematografía como "simplemente impresionante", concluyendo que la cinta es "una obra cinematográfica poderosa y conmovedora que dejará una impresión duradera en todos los que la experimenten". Miguel Robles de La Opinión de Málaga escribió que Jaurrieta "encuentra en el pretexto mil veces visto un punto distintivo y fresco a través de las formas [...] y un guion genialmente perfilado sobre la causística de esas heridas" y elogió la banda sonora de Montes, escribiendo que "consigue que volvamos a las películas clásicas de cine negro donde el misterio a revelar se musicaliza como lo haría el bueno de Bernard Herrmann".
Rubén Romero Santos de Cinemanía le dio a la película cuatro estrellas de cinco, escribiendo que Jaurrieta "transforma la melancolía pavisosa decimonónica en un furibundo alegato feminista" y elogiando la interpretación de López Arnaiz como "espectacular". Alba Cosío Velasco de Butaca y Butacón también le dio cuatro estrellas de cinco, destacando la interpretación de López Arnaiz diciendo que "vuelve a deslumbrar en un papel complejo e intenso, pero que defiende de manera magistral" y señalé que la película "consigue que el espectador entre de lleno en la historia y empatice con la protagonista en todo momento [...] Es una película absorbente sobre venganza y empoderamiento femenino ante los abusos que encubría (y muchas veces sigue encubriendo) la sociedad", concluyendo que es "una de las apuestas más fuertes del año y que puede tener un prometedor futuro en los próximos festivales". Jorge Gutiérrez Leguina de El Palomitrón destacó su inicio como "inmejorable" y escribió que su enfoque narrativo "también resulta interesante, ya que, en vez de dejarse llevar únicamente por la nostalgia, decide lanzarse a una aventura que sabe a western y que busca mantener al espectador en vilo", además de elogiar las interpretaciones de López Arnaiz, Grandinetti y Picarolo, aunque también achacó que "deambula en exceso, haciéndose largos sus 105 minutos de duración".
Sergio del Campo de Historia del Cine le dio a la película tres estrellas y media de cinco, escribiendo que la cinta "da un salto de ambición y de calidad a todos los niveles respecto a[l] primer trabajo [de Jaurrieta]" y señalando que la cinta funciona "no solo por la sobresaliente actuación de Patricia [López Arnaiz], también por el gran trabajo de dirección, de fotografía y de color que hay, haciendo que todo se sienta en consonancia", además de decir que si historia "se construye lentamente, con un sentido de la incertidumbre y del misticismo muy bien conseguido" y destacar su construcción de narración diciendo que "no es que sea un argumento demasiado original, pero la forma que tiene de contarlo sí". Manuel J. Lombardo de Diario de Sevilla le dio a la película tres estrellas de cinco, escribiendo que la película "va desentrañando poco a poco el corazón negro de su misterio con plena conciencia y dominio de su registro" y que "se aproxima poco a poco al borde de un acantilado donde no hay posibilidad de perdón ni de vuelta atrás", además de destacar el papel de Grandinetti como "siniestro" y describir la banda sonora como "perturbadora música de reminiscencias herrmannianas". Marta Medina de El Confidencial le dio a la película cuatro estrellas de cinco, destacando su montaje "lleno de espejos y de espejismos", su banda sonora como "vibrante precisamente por ir a contracorriente" y la interpretación de López Arnaiz como "[como] siempre elegante e imponente", además de señalar el argumento que "la escuetísima trama argumental del guion de Jaurrieta le permite ocuparse de lo importante: las relaciones humanas" y añadir que la cinta "se coloca en un lugar inusual, alejado de las tendencias, incómodo", concluyendo que "si Ana de día [...] fue la carta de presentación de una directora testaruda, Nina es la resignificación de la figura de la propia Jaurrieta como una autora abierta al gran público y que, esperemos, no camine sola".
En una de las pocas críticas negativas de la película, José María Aresté de deCine21.com le dio a la película un 5 de 10, escribiendo que la cinta "logra intrigar en su arranque, y combina bien los flash-backs con el tiempo del presente" y que "logra momentos intensos", además de elogiar el manejo de la cámara, las citas cinéfilas, y las interpretaciones de López Arnaiz, Grandinetti, Picarolo e Iñigo Aranburu, pero también citó que después del arranque "la película se desinfla y se vuelve tremendamente morosa" y que "el desenlace no acaba de resultar satisfactorio, jugando con la intriga para optar por una solución que no lo es en absoluto".

### Premios y nominaciones
| Año  | Premio             | Categoría                                | Recipientes | Resultado | Referencias |
| ---- | ------------------ | ---------------------------------------- | ----------- | --------- | ----------- |
| 2024 | Festival de Málaga | Premio Especial del Jurado de la Crítica | Nina        | Ganador   | [ 29 ]      |